# Leopold Milisch
Leopold Milisch (* 7. Oktober 1872; † 1945 in Perleberg) war ein deutscher Offizier, zuletzt Generalmajor der Wehrmacht.

## Leben
Leopold Milisch trat am 3. Juli 1892 als Fahnenjunker in das Infanterie-Regiment „Keith“ (1. Oberschlesisches) Nr. 22 der Kaiserlichen Armee ein. Am 18. November 1893 wurde er im Infanterie-Regiment 22 Leutnant. Anschließend diente er als Bataillonsadjutant. Am 27. Januar 1903 zum Oberleutnant befördert, war er 1908 Regimentsadjutant. Am 27. Januar 1910 wurde er Hauptmann und hatte im gleichen Jahr das Kommando über die 1. Kompanie des Infanterie-Regiment 22.
Am 2. August 1914 trat er als Adjutant zur 12. Reserve-Division über und wurde bereits nach wenigen Kampftagen mit beiden Stufen des Eisernen Kreuzes ausgezeichnet. Zusätzlich erhielt er im März 1915 das Ritterkreuz des Sächsischen Albrechts-Orden mit Schwertern. Im August 1915 folgte seine Kommandierung zum Garde-Grenadier-Regiment 3, wo er das Füsilier-Bataillon übernahm. Er kämpfte u. a. in der Herbstschlacht bei La Bassée und Arras. Am 6. Juni 1916 wurde er Major. In der Folge war sein Bataillon in den Kämpfen an der Somme und im Frühjahr 1917 in der Schlacht um den Chemin des Dames eingesetzt. 1917 erhielt er das Ritterkreuz des königlichen Hausordens von Hohenzollern mit Schwertern. In den Stellungskämpfen wurde er sowohl als Abschnittskommandeur als auch als Regimentskommandeur eingesetzt. Im Frühjahr 1918 kämpfte sein Bataillon in der Deutschen Frühjahrsoffensive 1918 und er wurde am 24. März 1918 verwundet, wobei er Anfang Mai wieder zur Truppe zurückkehrte. Zum 23. Juli 1918 wurde er mit der Führung des Infanterie-Regiments 20 beauftragt, welches er bis zu der Demobilisierung führte.
Am 25. Oktober 1918 wurde er, nachdem er bereits mehrfach für diese Auszeichnung vorgeschlagen worden war, mit dem Orden Pour le Mérite ausgezeichnet. Nach der Demobilisierung des Infanterie-Regiments 20 kam er ab 30. April 1919 mit etwa 100 Unteroffizieren und Mannschaften des ehemaligen Regiments in das Freikorps Hülsen. Im Freikorps Hülsen war er als Teil des Detachement von Oven gegen den Spartakusaufstand in Berlin und anschließend in Leipzig eingesetzt. Mit der Umbildung des Freikorps zu Truppenteile der Reichswehr schied Milisch im März 1920 mit dem Charakter als Oberstleutnant aus.
Milisch wurde im Zweiten Weltkrieg reaktiviert und am 27. August 1939 mit dem Charakter als Oberst ausgezeichnet. Ab 1. September 1939 war er Kommandeur des neu aufgestellten Infanterie-Ersatz-Regiments 257 (Landsberg an der Warthe). Das Regiment war der Division Nr. 143 unterstellt. Am 1. Dezember 1940 wurde er Oberstleutnant und am 1. April 1942 Oberst z. V. Am 1. Juli 1942 erhielt er die Beförderung zum Generalmajor z. V. und übernahm am 1. Oktober 1942 das Infanterie-Ersatz-Regiment 543, welches, ebenfalls in Landsberg an der Warthe, neu aufgestellt worden war. Am 31. Januar 1943 wurde seine Mob-Verwendung aufgehoben.
Sein Schwiegersohn war Walter Hoffmann-Axthelm, der in seiner zweiten Ehe 1939 Milisch Tochter Irmtraut, seine Kollegin, geheiratet hatte. Vor der Hochzeit informierte Milisch seinen zukünftigen Schwiegersohn darüber, dass er jüdische Vorfahren gehabt hätte und damit er und seine Tochter nicht „rein arisch“ wären. Sein Schwiegersohn hatte 1933 in Perleberg eine Zahnarztpraxis übernommen, welche später von Milisch Tochter Irmtraut betrieben wurde. Milisch starb zu Kriegsende in Perleberg.